# 本蔵義守
本蔵 義守（ほんくら よしもり、1945年9月6日 - ）は、日本の地球物理学者。東京工業大学名誉教授。理学博士。

## 業績
地球電磁気学、特に地球内部・地震関連電磁気現象分野の研究において貢献した。

## 略歴
- 1945年　広島県竹原市に生まれる[1]
- 1964年　広島県立忠海高等学校卒業[2]
- 1969年　東京大学理学部地球物理学科卒業
- 1971年　東京大学大学院理学系研究科修士課程修了
- 1974年　東京大学大学院理学系研究科地球物理学専攻博士課程修了、東京大学より理学博士の学位を取得、学位論文の題は「Electrical conductivity structure beneath the islands of Japan as revealed by geomagnetic variation anomalies(地磁気変化異常による日本列島下の電気伝導度構造)」（1974年）
- 1975年　東京大学地震研究所助手
- 1980年　東京工業大学理学部助教授
- 1993年　東京工業大学理学部教授
- 1996年　気象庁地震防災対策強化地域判定会委員
- 1997年　東京工業大学評議員
- 1998年　日本地震学会評議員 (～1999年)
- 1999年　東京工業大学理学部長 (～2001年)
- 2004年　東京工業大学理事、副学長
- 2005年　地球電磁気・地球惑星圏学会副会長、評議員 (～2007年)
- 2008年　文部科学省地震調査研究推進本部地震調査委員会委員
- 2011年　東京工業大学名誉教授、東京工業大学火山流体研究センター特任教授
- 2012年　地震調査委員会委員長

## 受賞・受章
- 1980年　地球電磁気・地球惑星圏学会　田中館賞
- 2013年　地球電磁気・地球惑星圏学会　長谷川・永田賞
- 2014年　日本地球惑星科学連合フェロー
- 2024年　瑞宝中綬章[3]

## 著書
- 岩波講座 地球惑星科学〈10〉地球内部ダイナミクス(1997年)